# ديمتري بيلوف (لاعب كرة قدم)
ديمتري بيلوف (31 مارس 1995 في روسيا - ) هو لاعب كرة قدم روسي في مركز الهجوم. لعب مع شينيك ياروسلافل.

## وصلات خارجية
- ديمتري بيلوف (لاعب كرة قدم) على موقع قاعدة بيانات كرة القدم.إي يو (الإنجليزية)